# 鎮海海軍航空隊
鎮海海軍航空隊（ちんかいかいぐんこうくうたい）は、日本海軍の部隊の一つ。鎮海要港部・鎮海警備府に属し、朝鮮半島沿岸・黄海・対馬海峡の偵察・対潜哨戒・船団護衛を担った偵察部隊。

## 沿革
1916年（大正5年）に朝鮮半島南部の鎮海に開かれた鎮海要港を基地とし、朝鮮半島沿岸方面の防空を担うため、1936年（昭和11年）に造成された水上機基地で開かれた。要港部に設置された航空隊としては最後の航空隊で、旅順要港部・馬公要港部には設置されなかったため、唯一の外地要港部所属航空隊でもある。太平洋戦争開戦までは純然たる水上偵察機隊であったが、開戦とともに艦上攻撃機隊も併設され、黄海に侵入するアメリカ潜水艦部隊の哨戒に参加した。
- 昭和11年10月1日　開隊。鎮海要港部隷下。定数・水上偵察機8機。
- 昭和12年8月13日　日華事変激化にともない第二三航空隊を新編、4機供出。
- 昭和16年10月1日　第二一空廠支廠（二一空廠本廠は大村飛行場）を併設、落成。
- 昭和16年11月20日　鎮海要港部を警備府に改編。鎮海警備府部隊（略称「鎮警部隊」）に編入。
- 昭和16年12月　　太平洋戦争開戦にともない哨戒任務開始。
- 昭和16年12月17日　第2師団のフィリピン転出輸送開始。輸送船団の護衛を門司～高雄間で1月26日まで実施。
- 昭和17年4月1日　二一空廠支廠は五一空廠に昇格。
- 昭和17年9月7日　三陸沖にアメリカ潜水艦多数出現。宮古に4機を派遣し哨戒に従事。
- 昭和17年10月28日　朝鮮半島南西沖で潜水艦攻撃が多発。宮古派遣隊は原隊復帰して哨戒に従事。
- 昭和18年3月20日　黄海で広和丸・保山丸が被雷戦没。25日まで対潜掃討に従事・戦果なし。
- 昭和18年7月9日　隠岐諸島沖で潜水艦攻撃を確認（被害なし）。隠岐西郷に進出し対潜哨戒に従事。
- 昭和18年11月1日　艦攻隊4機を沖縄島小禄飛行場に派遣、佐世保鎮守府部隊隷下で南西諸島方面の対潜哨戒に従事。
- 昭和19年1月　　　パラオ向け直行船団の起点を佐伯から門司に変更、船団の門司～台南間護衛を開始。
- 昭和19年2月1日　パラオ向け直行船団の起点を門司から鹿児島に変更、船団護衛終了。
- 昭和19年3月1日　編成変更の際、哨戒機東海12機の定数枠を制定。しかし編入まで実機の配当はなかった。
- 昭和19年6月4日　艦攻隊全機を小禄に派遣。以後、「沖縄航空隊」の通称で南西諸島沖の哨戒を実施。
- 昭和19年10月10日　那覇大空襲。沖縄航空隊壊滅。
- 昭和19年12月15日　内戦作戦航空隊を改編、九五一空に編入され鎮海派遣隊に変更。

九五一空に編入された後は、対馬海峡・黄海方面の哨戒に従事していたが、第九〇一海軍航空隊や九五一空が同方面で展開した大規模対潜掃討作戦にも参加できないほど戦力は低下していた。九五一空はやがて本土に撤収し、対馬海峡越えの船団随伴護衛や大陸方面からの哨戒任務は、やがて九〇一空の派遣隊に取って代わられるようになり、鎮海空以来の駐留偵察隊は自然消滅した。
戦後、鎮海の水上機基地は韓国海軍の中枢を担う最重要基地となる。鎮海空の水上機基地は廃止され、跡地には海軍士官学校が設立された。併設された資料館は軍港祭の期間に限り一般開放されている。

## 主力機種
- 各種水上偵察機
- 九七式艦上攻撃機…済州島飛行場落成後の追加機種。

## 歴代司令
※『日本海軍史』第9巻・第10巻の「将官履歴」による。
- 市丸利之助 中佐：1936年10月1日 - 1937年11月15日
- 安藤栄城 中佐：1937年11月15日 - 1938年12月15日
- 美濃部貞功 中佐：1938年12月15日 - 1940年10月15日
- 森玉賀四 中佐：1940年10月15日[1] - 1941年3月10日[2]
- 古田良夫 中佐：1941年3月10日[2] - 1942年2月1日[3]
- 小田操 中佐：1942年2月1日[3] -
- 以後不詳
- 青木節二：1944年5月1日 - 1944年12月15日九五一空に統合